# Kismet (televizijska serija)
Kismet (tur. Dudaktan Kalbe) je turska TV serija. Glavne uloge imali su Aslı Tandoğan, Burak Hakki i Yiğit Özşener.

## Radnja
Hüseyin Kenan Gün je svjetski poznati skladatelj, violinist i ponos čitave Turske, koji se nakon turneje vraća na ujakovo imanje kako bi proveo odmor s majkom. Njegovo djetinjstvo obilježilo je samoubojstvo njegova oca koji biva osuđen zbog pljačke i neljubaznost ujaka Saiba koji ga je odgojio. Također, dugo se osjećao nedostojnim Leyle, svoje prve ljubavi, te se stoga odlučio posvetiti karijeri i otputovati inozemstvo.
Nakon Kenanovog odlaska u inozemstvo, njegov bratić Cemil oženi se Leylom iako zna da ga ona ne voli. Nada se da će ona jednoga dana prestati voljeti Kenana, ali Leylina ravnodušnost potaknula je u njemu tjeskobu i očaj.
Lamia je mlada djevojka, te ujedno i Kenanova obožavateljica. Nakon smrti roditelja odlazi živjeti s obitelji koja ju tretira kao sluškinju i želi da se uda za jednog od njihovih rođaka. 
Jednoga dana Kenan odlazi u Istanbul kako bi objavio zaruke s Cavidan. Nakon nekog vremena, ponovno posjeti rodni kraj dok mu je zaručnica na službenom putu i iznenadi se kada otkrije da je mlada i nevina Lamia odrasla u lijepu ženu. Ovog puta, Kenan joj uzvrati simpatije i započne aferu s njom...

## Likovi
- Hüseyin Kenan Gün je svjetski poznati skladatelj, violinist i ponos čitave Turske. Vraća se s turneje na ujakovo imanje kako bi proveo odmor s majkom. Dok je na odmoru, Kenan posjeti prijatelje i svoju prvu ljubav, Leylu. Slavni, zgodni i šarmantni Kenan u središtu je pozornosti svih žena u gradu, sve se žele što prije upoznati s njim, pa tako i mlada djevojka Lamia. Kenan odlazi u Istanbul kako bi obznanio zaruke s Cavidan. Nakon nekog vremena, Kenan ponovno posjeti rodni kraj dok mu je zaručnica na službenom putu i iznenadi se kada otkrije da je mlada i nevina Lamia odrasla u lijepu ženu. Ovog puta, Kenan joj uzvrati simpatije i započne aferu s njom. Unatoč osjećajima koje gaji prema Lamiji, Kenan je prisiljen vratiti se zaručnici u Istanbul i ostaviti Lamiju koja krije veliku tajnu njihove ljubavi
- Lamia Sönmez je najveća obožavateljica Kenanove glazbe. Na Lamijinu žalost, Kenan ne primijeti njezinu zainteresiranost i ne uzvrati joj ljubav. Njezini snovi o mogućoj romansi s Kenanom ostvarit će se nakon što on započne aferu s njom.
- Cemil Paşazade je Kenanov bratić koji se nimalo ne veseli njegovu dolasku jer je ljubomoran na njegov svjetski uspjeh, ali i na osjećaje koje gaju prema njegovoj supruzi pa koristi svaku priliku da to i naglasi.
- Leyla Paşazade je Kenanova ljubav iz mladosti koja se nakon njegova odlaska u Istanbul udala za njegovog bratića Cemila.
- Sait Paşazade je Kenanov ujak koji je u prošlosti iz nužde pružio utočište svojoj sestri udovici i nećaku, te im s vremenom živote pretvorio u pakao. Sada se nada da će mu nećak vratiti uslugu i biti mu od velike koristi u predizbornoj kampanji za gradonačelnika općine.

## Uloge
| Glumac             | Lik               |
| ------------------ | ----------------- |
| Aslı Tandoğan      | Lamia Sönmez      |
| Burak Hakkı        | Hüseyin Kenan Gün |
| Yiğit Özşener      | Cemil Paşazade    |
| Özge Özder         | Cavidan Meriçoğlu |
| Fadik Sevin Atasoy | Leyla Paşazade    |
| Ayten Soykök       | Enise             |
| Köksal Engür       | Sait Paşazade     |
| Güzin Alkan        | Makbule Köksal    |
| Yavuz Sepetçi      | Kemal Köksal      |
| Gözde Kansu        | Nimet Basar       |
| Salahsun Hekimoğlu | Vefik Meriçoğlu   |

## Nazivi u drugim državama
| Država    | Naziv               | Hrvatski prijevod |
| --------- | ------------------- | ----------------- |
| Rumunjska | De pe buze la inima | Od usana do srca  |
| Albanija  | Fjalë drejt zemres  | Riječi na srcu    |
| Grčka     | Kismet              | Kismet            |
| Turska    | Dudaktan Kalbe      | Usne do srca      |